# 大盐湖
大盐湖，位于美国犹他州西北部，是西半球最大的咸水湖。大盐湖所在盆地也是世界第四大内流盆地。由于湖水主要由雨水和河水补给，面积变化较大，1873年面积为6,200平方公里，1963年只有2,460平方公里，70年代初期约为4,000平方公里，目前面积为3,525平方公里，平均每年面积为4,400平方公里。就面积而言，是五大湖区以外美国最大的湖泊。犹他州首府盐湖城位于湖的东南岸。大鹽湖西岸和北岸則人口稀少。
大盐湖为邦纳维尔湖（史前一大雨成湖，曾经覆盖过犹他州的西部和爱达荷州、内华达州的一小部分）的最大残存部分。该湖有三大支流，分别是贝尔河（790公里长）、约旦河（犹他州，发源于犹他湖，83公里长）、韋伯河（210公里长）。每年，这三条河流会向湖中注入1.1万吨的矿物质。，所以该湖的矿物质含量持续增多。该湖位于内陆，无法流出，只能靠蒸发。所以该湖的盐度非常高，甚至高于了海水。由于大盐湖湖水较浅，又很温暖，导致大湖效应（在大盐湖也称作大盐湖效应）常常会在晚秋出现并且一直持续到春季。
虽然大盐湖被称作“美国的死海”，湖里的虾、鹽業、镁礦產大力支持猶他州的经济；但是这个湖泊是动物们的天堂，它给数以百万计的本地鸟类、卤虫属类、涉禽类、水鸟、威尔逊的瓣蹼鹬提供栖息地。

## 形成
大盐湖为史前湖泊邦纳维尔湖的残余部分。邦纳维尔湖在最大的时候，有58,000平方公里，约是大盐湖的十倍，与现在的密歇根湖差不多大。邦纳维尔湖的最深处为281米，冰河时期结束之后气候变暖，在14,000年前，湖水开始干涸。在12,000年前时，水位持续下降，已下降到比现在的大盐湖还要低。最后留下的形成了现在的大盐湖、犹他湖、塞维尔湖和拉什湖。

## 历史

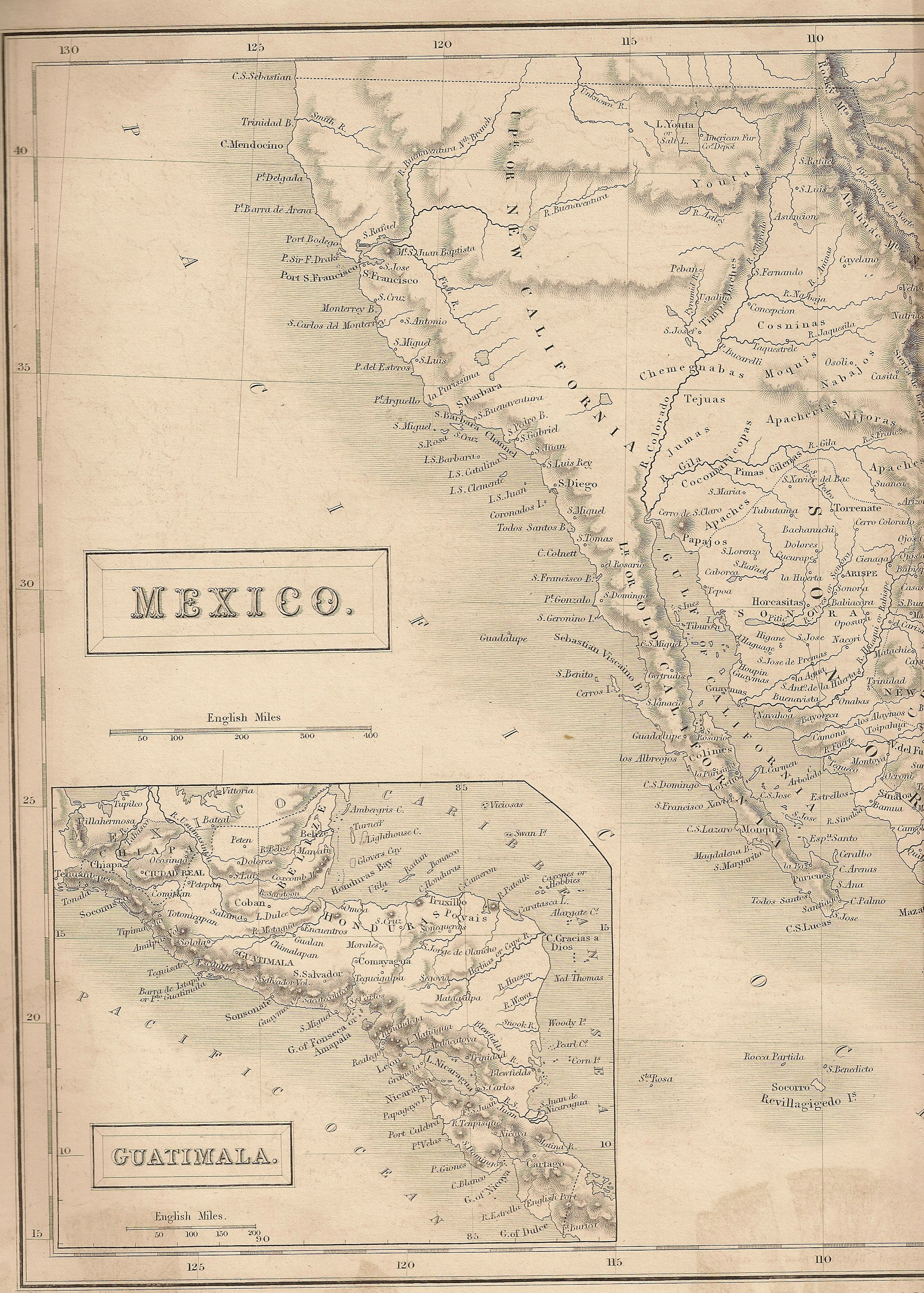
来自大英百科全书第7版地图：1838年的大盐湖或犹他湖（当时此地属于墨西哥）

大盐湖有了文字上的记载是在1776年，来自西班牙探险家西尔韦斯特雷从廷帕诺戈犹特人那里得知了前往该湖泊的道路，并将其及记录下来，而当地印第安人犹特部落已对此湖十分熟知。在那时湖泊没有命名，且未出现在为探险绘制地图的伯纳多·德·米耶拉·帕切科的地图里。1824年，似乎独立地来到了湖泊的美国白人探险家吉姆·柏瑞哲和法裔加拿大人艾蒂安·普若佛成为了首次见到大盐湖的北美洲白人。
在这不久之后，一些猎人也看到该湖，并在湖边來來去去。然而，由于许多猎人都不識字，所以没有对他们的发现有做出记录。因此，对于他们所提供的口述中常常也会有错误出现。当西尔韦斯特雷来到犹他湖湖滨处时（他将此湖命名为廷帕诺戈斯湖），他发现此湖泊比米耶拉绘制地图上出现的两个还要大。跟随他的探险家听从他的指示，將廷帕诺戈斯湖标记为此地区最大（或更大的）湖泊。后来当人们发现大盐湖后，将地图上廷帕諾戈斯湖理解为就是指大盐湖。在一些地图上，“廷帕诺戈斯湖”和“大盐湖”都有使用。现在“廷帕诺戈斯湖”已不在地图上出现，且“廷帕诺戈斯湖”与“犹他湖”之间联想已被人遗忘。
在1843年，約翰·福瑞蒙特帶领了大盐湖的第一次科学考察。但是由于冬季到来，他不得不停止了对整个湖泊的考察。其後在1850年由霍华德·斯坦伯（他发现并命名了斯坦伯山脉、斯坦伯岛）完成对湖的考察。佛里蒙特考察后没多久，就立即出版了有关他考察的报告。斯坦伯也出版了一个有关大盐湖的正式报告，随即很受到欢迎。在这份报告里还包括了斯坦伯和摩门教团体之间在盐湖城互动后对摩门教实践基础的议论。（这份议论早在三年前就已在他的作品里出现。)
艺术家和作家身份的阿尔佛雷德·拉姆伯恩在1895年11月开始在大盐湖里的一个小岛上生活，共计待了一年多时间。在这段时间里，他写了一本有他沉思的诗意般的书《我们的内海》）。在1895年11月至1896年3月间，岛上除他之外并无来者。在1896年3月，岛上来了一些采集海鸟粪和出售筑巢鸟类粪便作为肥料的采集者们。在他的那本书里，也留下了他对那些海鸟粪采集者们产生的思索。在1896年初冬，他随着第一批海鸟粪采集者们离开了这个岛屿。

## 生态

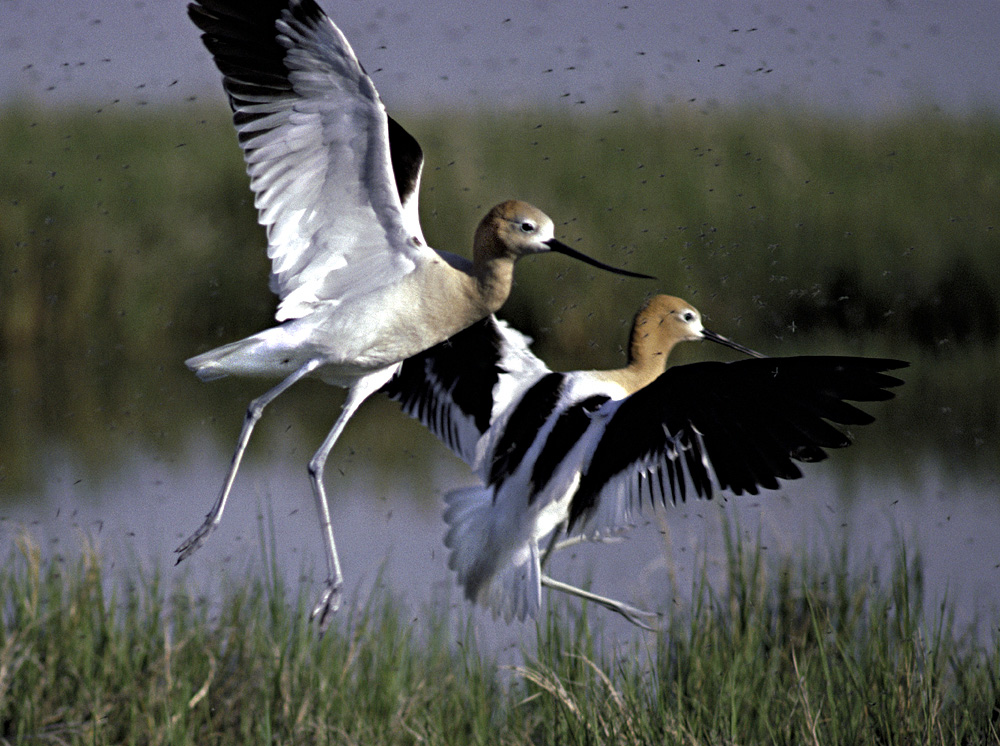
在贝尔河的候鸟保护区的美国反嘴鹊

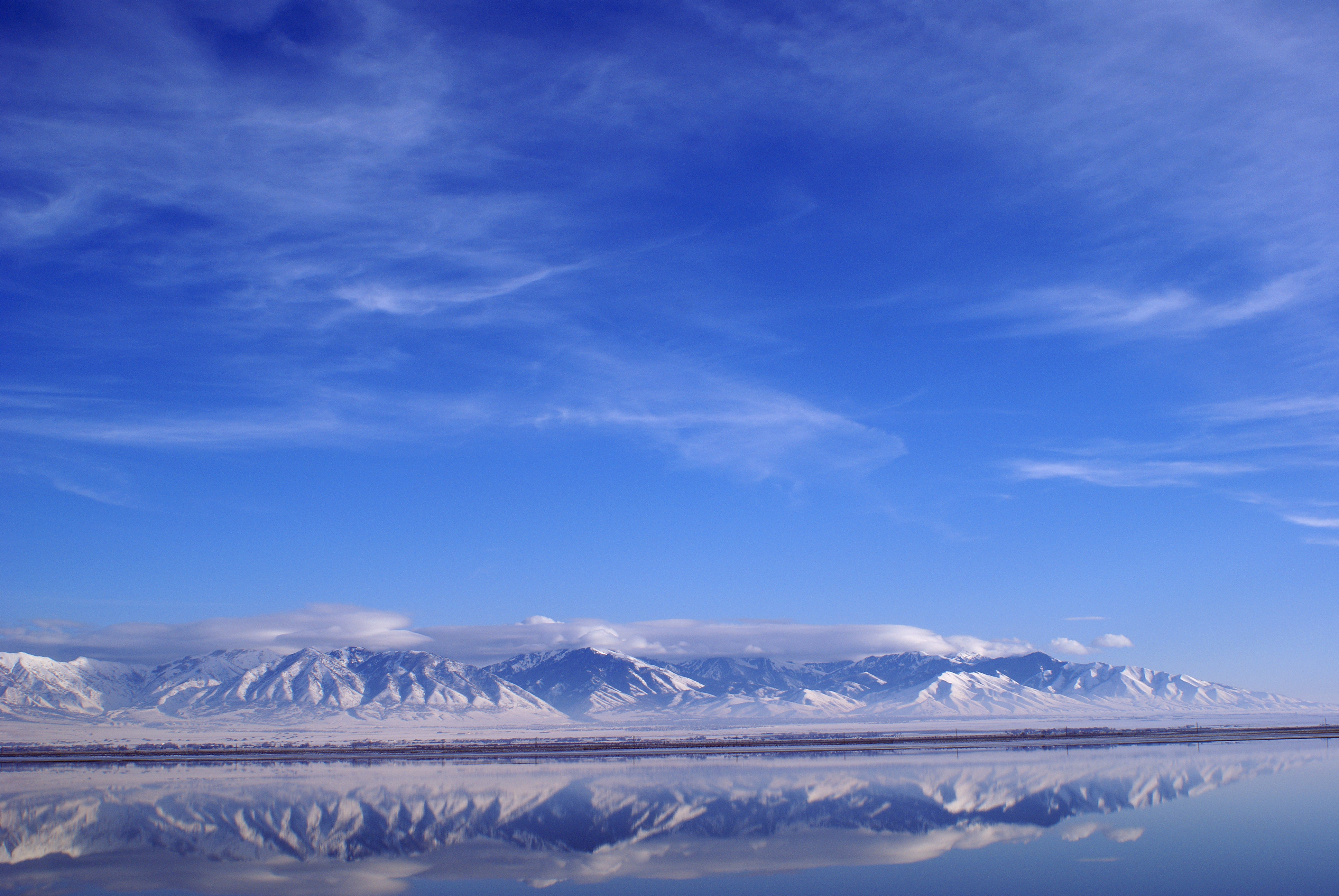
冬季大盐湖周围的山脉

由于该湖属于高盐度区域，并不是所有物种都能生存。大盐湖生存的主要有卤虫属、水蝇科、几种类的藻类三大物种。水蝇科物种在大盐湖的数量有一千亿多，是定期移栖到大盐湖鸟类的主要食物来源。在东部和北部边缘的大盐湖的湿地为北美西部数万的涉禽提供了极其重要的栖息地。大盐湖的沼泽地几乎占了犹他州湿地的75％。这里列举一些依靠该湖湿地生存的鸟类：细嘴瓣蹼鹬、美国反嘴鹬、黑颈长脚鹬、雪鸻、美洲鹈鹕、白脸彩鹮、加州鸥、游隼、白头海雕、红颈瓣蹼鹬、云斑塍鹬、黑颈鸊鷉、西滨鹬、长嘴半蹼鹬、小天鹅和大量的各种各样的鸭子和雁。
在大盐湖，有27个私人鸭子俱乐部，七个国家水禽管理领域和在大盐湖海岸的一个大型联邦鸟类保护中心湿地/野生生物管理区包括：贝尔河候鸟保护区、吉尔默保护区（Gillmor Sanctuary）等十一个。
湖中的一些岛屿给各种各样的鸟类提供了重要的筑巢地方。一些岛屿（如Access to Hat、Gunnison、Cub）由犹他州严格管理以保护美洲鹈鹕（Pelecanus erythrorhynchos）筑巢的聚居地。大盐湖中的岛屿也跟蜥蜴、野生哺乳动物野生动物和各种各样的植物物种提供了栖息地。一些物种可能已经在岛上绝迹。例如在1800年代中期来到此地的大量的探险家（如霍华德·斯坦伯）有过这样的记录：一些岛上生长着茂盛的黄颜色花装饰的“洋葱”（他们认定这些为Calochortus luteus）。这个物种现在仅仅重现在加州。然而在那时用C. luteus这个名称来表示这些植物，随后又改为了Calochortus nuttallii。黄颜色花装饰的Calochortus最初命名为各种各样的c . nuttallii，但后来这个名称又被用在分为新物种的C. aureus。虽然C. aureus已经不在生长在大盐湖岛屿上，但是这个物种现在重现在犹他州其他地方了。
大盐湖属于高盐度区域，因此湖中鱼类很少。但是每到春季到来，伴随的春季径流给大盐湖带来来自贝尔河湾和法明顿湾的淡水时，湾内就会有着许多鱼类。有一些水生动物聚居在湖内主要的盆地，如一些只有厘米长的卤虫属（Artemia franciscana）。在秋季和冬季时，它们微小又坚固的卵或者囊（直径约200微米）在数量上是充足的。因此大盐湖的卤虫业很发达。把它们打捞来贩卖或者当做饲料来喂给亚洲的对虾，也将其直接或制成干货当做海产品在宠物店来卖，或者用于测试的毒素、药物和其他化学物质。除此之外，这里还有两种水蝇科物种和原生动物、轮形动物门、细菌、藻类。

## 传说与不寻常的特点
大盐湖鲸鱼（Great Salt Lake Whales）
在当地传说中，1875年，企业家詹姆斯·韦克姆（James Wickham）将两只35英尺长的鲸鱼释放到大盐湖中饲养，据说这两只鲸鱼在大盐湖生存一段时间并有小鲸鱼的目击报告。作家Twila Van Leer在1995年10月3日发布的一篇文章中表示，经过对旧报纸中出现大盐湖“鲸鱼”报道调查，这一事件是十分模糊与可疑的，一些对鲸鱼细节描述很可能是基于想象的。